# Montmartin-en-Graignes

Montmartin-en-Graignes este o comună în departamentul Manche, Franța. În 1 ianuarie 2018 avea o populație de 604 de locuitori.